# Gara Shibuya
Gara Shibuya (渋谷駅 Shibuya-eki?) este o gară din sectorul special Shibuya al orașului Tokyo, capitala Japoniei, operată în comun de societățile de transport East Japan Railway Company (JR East), Keio Corporation, Tokyu Corporation și Metroul din Tokyo. Cu o medie de 2,4 milioane de pasageri pe zi lucrătoare în 2004, este a patra cea mai aglomerată gară de tranzit din Japonia și din lume (după Shinjuku, Ikebukuro și Ōsaka / Umeda), acoperind o mare parte a transportului de navetiști între centrul orașului și suburbiile din sud și vest.

## Linii

### JR East
- JA Linia Saikyō / JS Linia Shōnan–Shinjuku (linia de marfă Yamanote) - folosită și de trenurile Narita Express
- JY Linia Yamanote - are o configurație neobișnuită a peroanelor, ambele servicii de tren ale liniei oprind de aceeași parte (est) a acestora

### Linii private
- Linia Keio Inokashira - terminus
- DT Linia Tokyu Den-en-toshi - integrare cu linia de metrou Hanzomon
- TY Linia Tokyu Tōyoko - integrare cu linia de metrou Fukutoshin

### Linii de metrou
- G Linia Ginza - terminus
- Z Hanzomon - integrare cu linia Tokyu Den-en-toshi
- F Fukutoshin - integrare cu linia Tokyu Tōyoko

Liniile de metrou Hanzomon și Fukutoshin sunt conectate direct, fără trecere prin porți de acces și validare a biletelor, dar nu sunt conectate direct și cu linia de metrou Ginza.

## Descriere

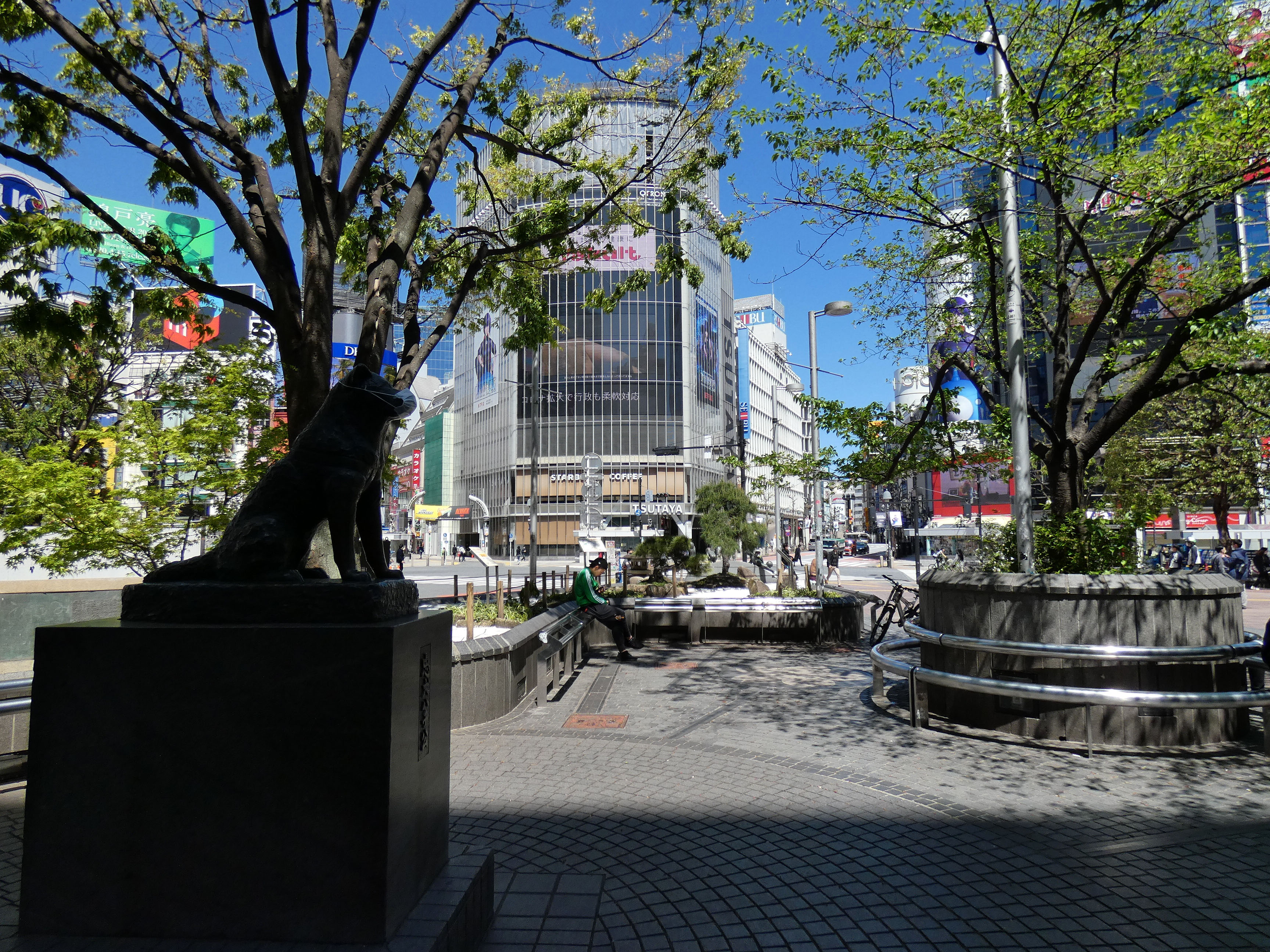
Piața Hachikō.

În 2013 și 2014, gara Shibuya a fost supusă unor ample lucrări de renovare, ca parte a unui plan pe termen lung de reamenajare a zonei. Deși toate liniile de tren și de metrou au continuat să opereze în perioada lucrărilor, unele ieșiri și intrări în stație au fost modificate. Începând din martie 2013, latura de est a clădirii principale a stației a fost transformată pentru a permite serviciile integrate ale liniei Tōkyū Tōyoko și liniei de metrou Fukutoshin. În timp ce o mare parte a clădirii stației principale, care anterior găzduia centrul comercial Tokyu, a fost închisă și planificată să fie demolată, clădirea de vest a centrului comercial a continuat să opereze la fel ca înainte. Clădirea Shibuya Hikarie, deținută tot de Tokyu Group, a fost inaugurată în 2012 și adăpostește un centru comercial, restaurante și birouri.
Linia de metrou Ginza, construită și operată inițial de o companie keiretsu a grupului Tokyu, continuă să utilizeze peroanele de la etajul al treilea al clădirii stației. Liniile Japan Railways (JR) sunt situate la etajul al doilea, pe o orientare nord-sud. Linia Tōkyū Tōyoko folosea inițial peroanele paralele de la etajul al doilea al aceleiași clădiri, dar începând din 16 martie 2013 linia Tōyoko a fost mutată în subteran, pentru a oferi o legătură directă și serviciu integrat cu linia de metrou Fukutoshin. Linia de metrou Hanzomon și cea de tren Tokyu Den-en-Toshi folosesc peroane comune tot în subteran, într-o altă parte a stației. Linia Keio Inokashira utilizează peroanele de la etajul al doilea al clădirii Shibuya Mark City, aflată la vest de principalul complex al gării Shibuya.
Principalul complex feroviar JR/Tokyu/Metroul din Tokyo are șase ieșiri. Ieșirea Hachikō (ハチ公口 Hachikō-guchi?) de pe latura de vest, denumită după statuia câinelui Hachikō și care dă în faimoasa trecere de pietoni diagonală Shibuya, constituie un loc de întâlnire foarte popular. Ieșirea Tamagawa (玉川口 Tamagawa-guchi?) de pe latura de vest conduce către gara liniei Keiō Inokashira.
Pe 17 noiembrie 2008, o pictură murală a lui Tarō Okamoto, intitulată „The Myth of Tomorrow” (în română Mitul zilei de mâine) și înfățișând o figură umană lovită de o bombă atomică, a fost dezvelită în noua ei poziție din interiorul stației, în pasajul care face legătura cu intrarea spre linia Keio Inokashira.

### JR East

#### Peroane
Linia Yamanote este deservită de două peroane laterale cu două linii. Liniile Saikyo și Shonan-Shinjuku sunt deservite de un peron central cu două linii. Până pe 30 mai 2020, peronul liniei Saikyo era situat la sud de peroanele liniei Yamanote, la aproximativ 350 m distanță.
| 1 | JY Linia Yamanote             | pentru Shinjuku și Ikebukuro |
| 2 | JY Linia Yamanote             | pentru Shinagawa și Tokyo |
| 3 | JA Linia Saikyō               | pentru Shinjuku, Ōmiya și Kawagoe |
| 3 | JS Linia Shōnan-Shinjuku      | pentru Shinjuku și Ōmiya (via JU Linia Takasaki) pentru Kumagaya, Takasaki, Maebashi (via JU Linia Utsunomiya) pentru Oyama, Utsunomiya |
| 4 | JA Linia Saikyō               | pentru Ōsaki R Linia Rinkai pentru Shin-Kiba Linia Sotetsu pentru Hazawa yokohama-kokudai și Ebina                                      |
| 4 | JS Linia Shōnan-Shinjuku      | pentru Yokohama și Ōfuna (via JT Linia Tōkaidō) pentru Odawara (via JO Linia Yokosuka) pentru Zushi                                     |
| 4 | ■ Ltd. Express Narita Express | pentru Tokyo și Narita Airport |

### Metroul din Tokyo/Tokyu
| Descrierea stației                             | Descrierea stației                         | Descrierea stației |
| ---------------------------------------------- | ------------------------------------------ | --- |
| 3F Peroanele Liniei Ginza                      | Peroane 2                                  | →Linia Ginza către Asakusa (Omotesandō) →                                                                                         |
| 3F Peroanele Liniei Ginza                      | peron central, ușile se deschid pe dreapta | |
| 3F Peroanele Liniei Ginza                      | Peron 1                                    | Linia Ginza către Asakusa (Omotesandō) →                                                                                          |
| 3F Peroanele Liniei Ginza                      | Holul liniei Ginza                         | Case de bilete, validatoare de bilete ale liniei Ginza Corespondență către peroanele JR                                           |
| 2F                                             | Mezaninul superior                         | Validatoare de bilete, automate de bilete ale liniei Ginza, impiegat Corespondență către peroanele liniilor JR și Keio Inokashira |
| 1F                                             | Nivelul străzii                            | Ieșire/Intrare Transfer între Linia Ginza și stațiile Tokyu ale liniilor Hanzomon și Fukutoshin                                   |
| B1F                                            | Mezanin de corespondență                   | Scări și lifturi către mezaninul inferior                                                                                         |
| B2F                                            | Mezaninul inferior                         | Validatoare de bilete ale liniilor Hanzomon/Fukutoshin/Tokyu, automate de bilete, impiegat                                        |
| B3F Linia Hanzōmon peronul liniei Den-en-toshi | Peroane 2                                  | → Linia Hanzōmon către Oshiage (Omotesandō) →                                                                                     |
| B3F Linia Hanzōmon peronul liniei Den-en-toshi | peron central, ușile se deschid pe dreapta | |
| B3F Linia Hanzōmon peronul liniei Den-en-toshi | Peron 1                                    | ← Linia Tōkyū Den-en-toshi către Chūō-Rinkan (Ikejiri-Ōhashi) ← Linia Hanzōmon terminus                                           |
| B4F                                            | Mezanin de corespondență                   | Corespondență între peroanele liniilor Hanzōmon/Den-en-toshi și Fukutoshin/Tōyoko                                                 |
| B5F peroanele liniilor Fukutoshin și Tōyoko    | Peroane 6                                  | → Linia Fukutoshin către Wakōshi (Meiji-Jingūmae) →                                                                               |
| B5F peroanele liniilor Fukutoshin și Tōyoko    | peron central, ușile se deschid pe dreapta | |
| B5F peroanele liniilor Fukutoshin și Tōyoko    | Peroane 5                                  | → Linia Fukutoshin către Wakōshi (Meiji-Jingūmae) →                                                                               |
| B5F peroanele liniilor Fukutoshin și Tōyoko    | Peroane 4                                  | ← Linia Tokyu Toyoko către Yokohama (Daikan-yama)                                                                                 |
| B5F peroanele liniilor Fukutoshin și Tōyoko    | peron central, ușile se deschid pe dreapta | |
| B5F peroanele liniilor Fukutoshin și Tōyoko    | Peroane 3                                  | ← Linia Tōkyū Tōyoko către Yokohama (Daikan-yama)                                                                                 |

#### Linia Tokyu Den-en-toshi și Linia de metrou Tokyo Hanzomon

##### Peroane
La nivelul 3 al subsolului (B3F) este amenajat un singur peron central, care deservește două linii.
| 1 | DT Linia Tokyu Den-en-toshi | pentru Futako-Tamagawa, Nagatsuta și Chūō-Rinkan |
| 2 | Z Linia Hanzomon            | pentru Otemachi și Oshiage TS Linia Tobu Skytree pentru Tōbu-Dōbutsu-Kōen TI Linia Tobu Isesaki pentru Kuki TN Linia Tobu Nikko pentru Minami-Kurihashi |

##### Gări adiacente
| «                             | «                             | Traseu                        | »                             | »                             |
| Linia Tokyu Den-en-toshi DT01 | Linia Tokyu Den-en-toshi DT01 | Linia Tokyu Den-en-toshi DT01 | Linia Tokyu Den-en-toshi DT01 | Linia Tokyu Den-en-toshi DT01 |
| Tokyo Metro Hanzomon Line Z01 | Tokyo Metro Hanzomon Line Z01 | Tokyo Metro Hanzomon Line Z01 | Tokyo Metro Hanzomon Line Z01 | Tokyo Metro Hanzomon Line Z01 |
| ----------------------------- | ----------------------------- | ----------------------------- | ----------------------------- | ----------------------------- |
| Sangenjaya DT03               |                               | Expres                        |                               | Omote-sando Z02               |
| Ikejiri-Ōhashi DT02           |                               | Semi Express                  |                               | Omote-sando Z02               |
| Ikejiri-Ōhashi DT02           |                               | Locală                        |                               | Omote-sando Z02               |

#### Linia Tokyu Toyoko Line și Linia de metrou Tokyo Fukutoshin

##### Peroane
La nivelul 5 al subsolului (B5F) sunt amenajate două peroane centrale care deservesc patru linii.
| 3-4 | TY Linia Tokyu Toyoko | pentru Jiyūgaoka, Yokohama Linia Minatomirai pentru Motomachi-Chukagai                                                           |
| 5-6 | F Linia Fukutoshin    | pentru Shinjuku-sanchome, Ikebukuro și Wakoshi TJ Linia Tobu Tojo pentru Shinrinkōen și Shiki Linia Seibu Ikebukuro pentru Hannō |

##### Gări adiacente
| «                                                | «                             | Traseu                                  | »                       | »                                   |
| Linia Tokyu Toyoko TY01                          | Linia Tokyu Toyoko TY01       | Linia Tokyu Toyoko TY01                 | Linia Tokyu Toyoko TY01 | Linia Tokyu Toyoko TY01             |
| ------------------------------------------------ | ----------------------------- | --------------------------------------- | ----------------------- | ----------------------------------- |
| Shinjuku-sanchome F13 (Linia Fukutoshin)         |                               | Tren S (în weekend și sărbători legale) |                         | Jiyūgaoka TY07                      |
| Meiji-jingumae 'Harajuku' F15 (Linia Fukutoshin) |                               | Expres limitat / F Liner Expres navetă  |                         | Naka-Meguro TY03                    |
| (Linia Fukutoshin a Metroului din Tokyo)         |                               | Expres                                  |                         | Naka-Meguro TY03                    |
| (Linia Fukutoshin a Metroului din Tokyo)         |                               | Local                                   |                         | Daikanyama TY02                     |
| Linia Fukutoshin a Metroului din Tokyo F16       |                               |                                         |                         |                                     |
| Shinjuku-sanchome F13                            |                               | Tren S (în weekend și sărbători legale) |                         | Jiyūgaoka TY07 (Linia Tokyu Toyoko) |
| Meiji-jingumae 'Harajuku' F15                    |                               | Expres                                  |                         | (Linia Tokyu Toyoko)                |
| Meiji-jingumae 'Harajuku' F15                    |                               | F Liner Express                         |                         | Naka-Meguro TY03 (Linia Toyoko)     |
| Shinjuku-sanchome F13                            |                               | Expres navetă                           |                         | (Linia Tokyu Toyoko)                |
| Meiji-jingumae 'Harajuku' F15                    | Meiji-jingumae 'Harajuku' F15 | Local                                   | (Linia Tokyu Toyoko)    | (Linia Tokyu Toyoko)                |

#### Linia de metrou Ginza

##### Peroane
Începând din ianuarie 2020, un peron central deservește două linii. Până în decembrie 2019, două peroane laterale deserveau două linii, unul din peroane fiind utilizat pentru garniturile ieșite din serviciu, celălalt pentru plecările spre Asakusa.
Din cauza distanței dintre peroanele liniilor Ginza și Hanzomon, corespondența dintre cele două este anunțată în gara Omote-sando, nu în gara Shibuya.
| 1-2 | G Linia Ginza | pentru Akasaka-mitsuke, Ginza, Ueno și Asakusa |

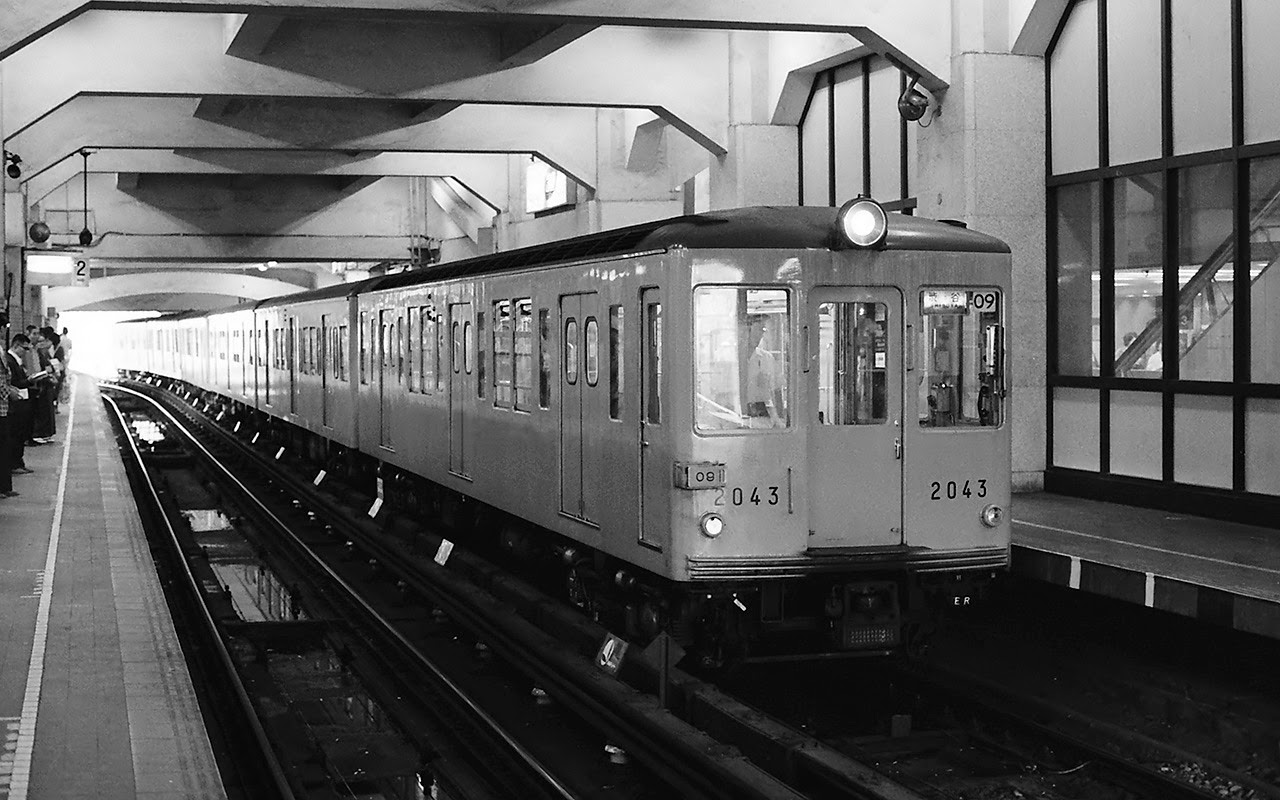
Peroanele Liniei Ginza în 1977
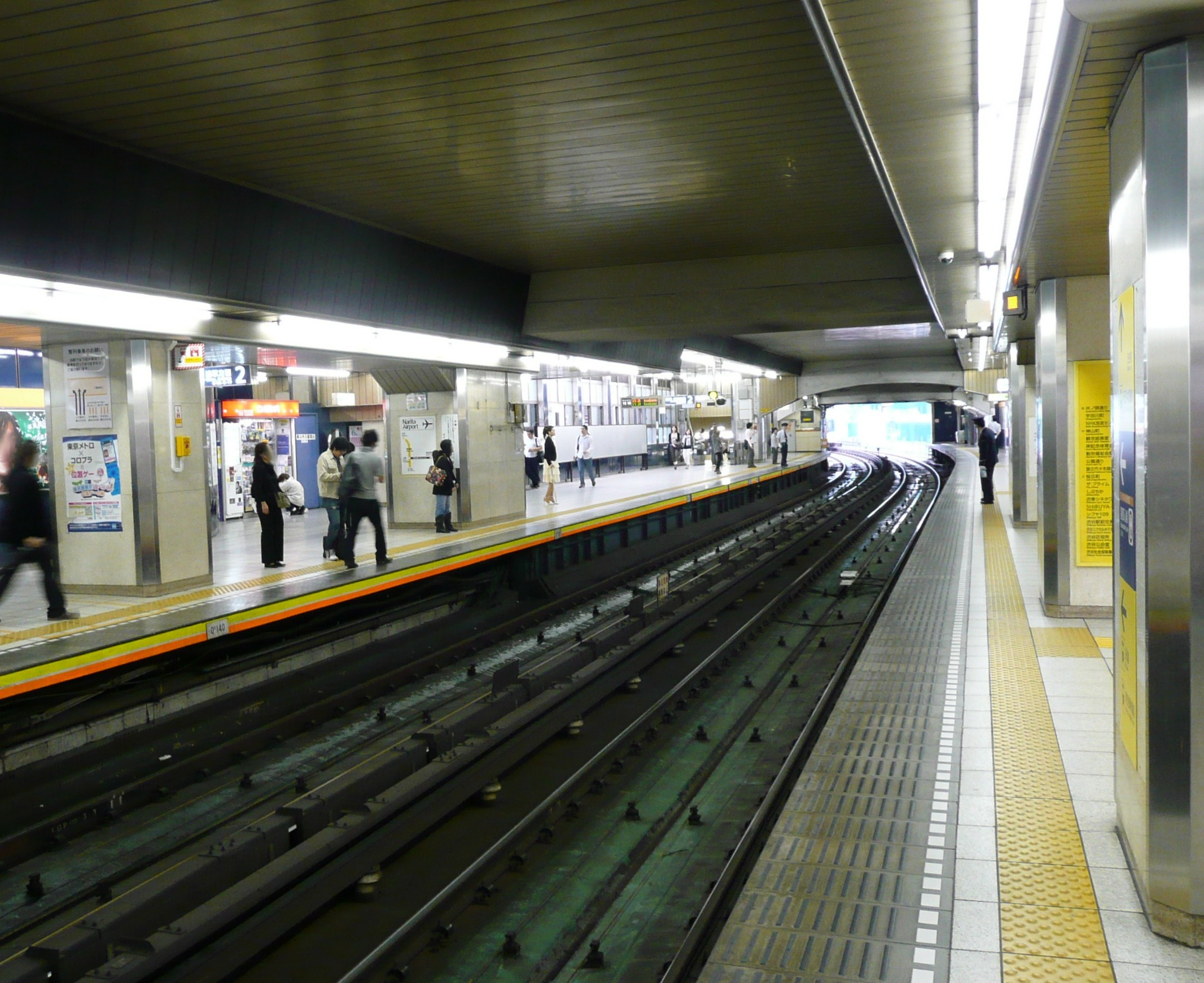
Aceleași peroane în 2010

### Linia Keio Inokashira

##### Peroane
Gara Keio este dotată cu două peroane înfundate care deservesc două linii.
| 1, 2 | Linia Keio Inokashira | pentru Shimo-Kitazawa, Meidaimae, Eifukuchō și Kichijōji |

#### Gări adiacente
| «                            | «                            | Traseu                       | »                            | »                            |
| Linia Keio Inokashira (IN01) | Linia Keio Inokashira (IN01) | Linia Keio Inokashira (IN01) | Linia Keio Inokashira (IN01) | Linia Keio Inokashira (IN01) |
| ---------------------------- | ---------------------------- | ---------------------------- | ---------------------------- | ---------------------------- |
| Terminus                     |                              | Expres                       |                              | Shimo-Kitazawa (IN05)        |
| Terminus                     |                              | Locală                       |                              | Shinsen (IN02)               |

## Istoric
Gara Shibuya a fost inaugurată pe martie 1, 1885, ca haltă de pe linia Shinagawa, predecesoarea actualei linii Yamanote. Gara a fost ulterior extinsă pentru a primi și trenurile Rețelei feroviare Tamagawa (1907; închisă în 1969), ale Liniei Toyoko (1927) și ale Liniei Teito Shibuya (1 august 1933; acum Linia Inokashira).
Între 1925 și 1935, un câine Akita pe nume Hachikō și-a așteptat zilnic stăpânul decedat, apărând în gară înainte de sosirea trenului cu care călătorea de obicei acesta.
În 1938, gara a început să fie deservită și de Rețeaua feroviară rapidă Tōkyō, care a inaugurat servicii integrate cu Linia Ginza în 1939, cele două fuzionând în 1941.
În 1946, în fața gării a avut loc incidentul de la Shibuya, o bătaie între bande rivale care a implicat câteva sute de persoane.

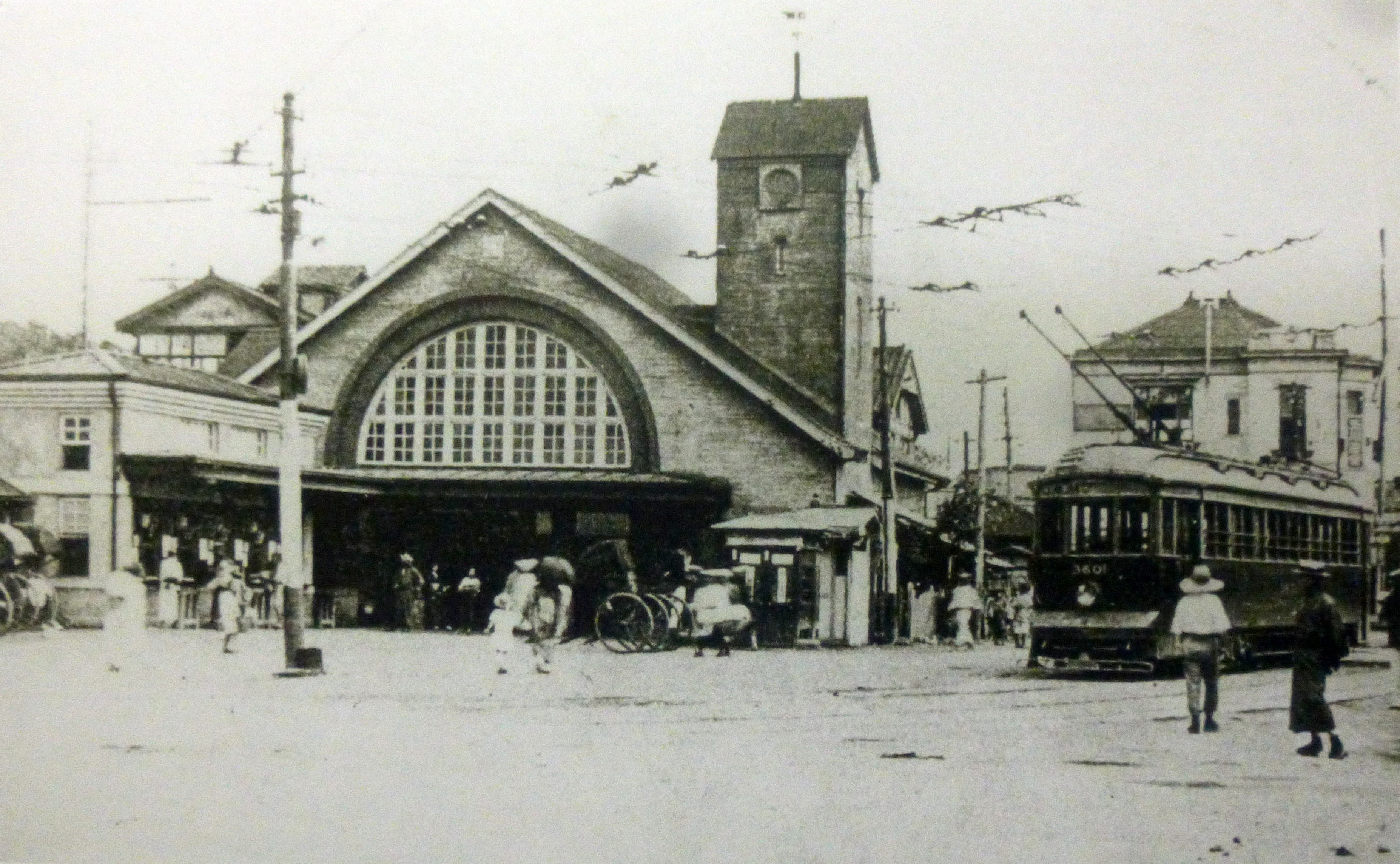
La începutul anilor 1920
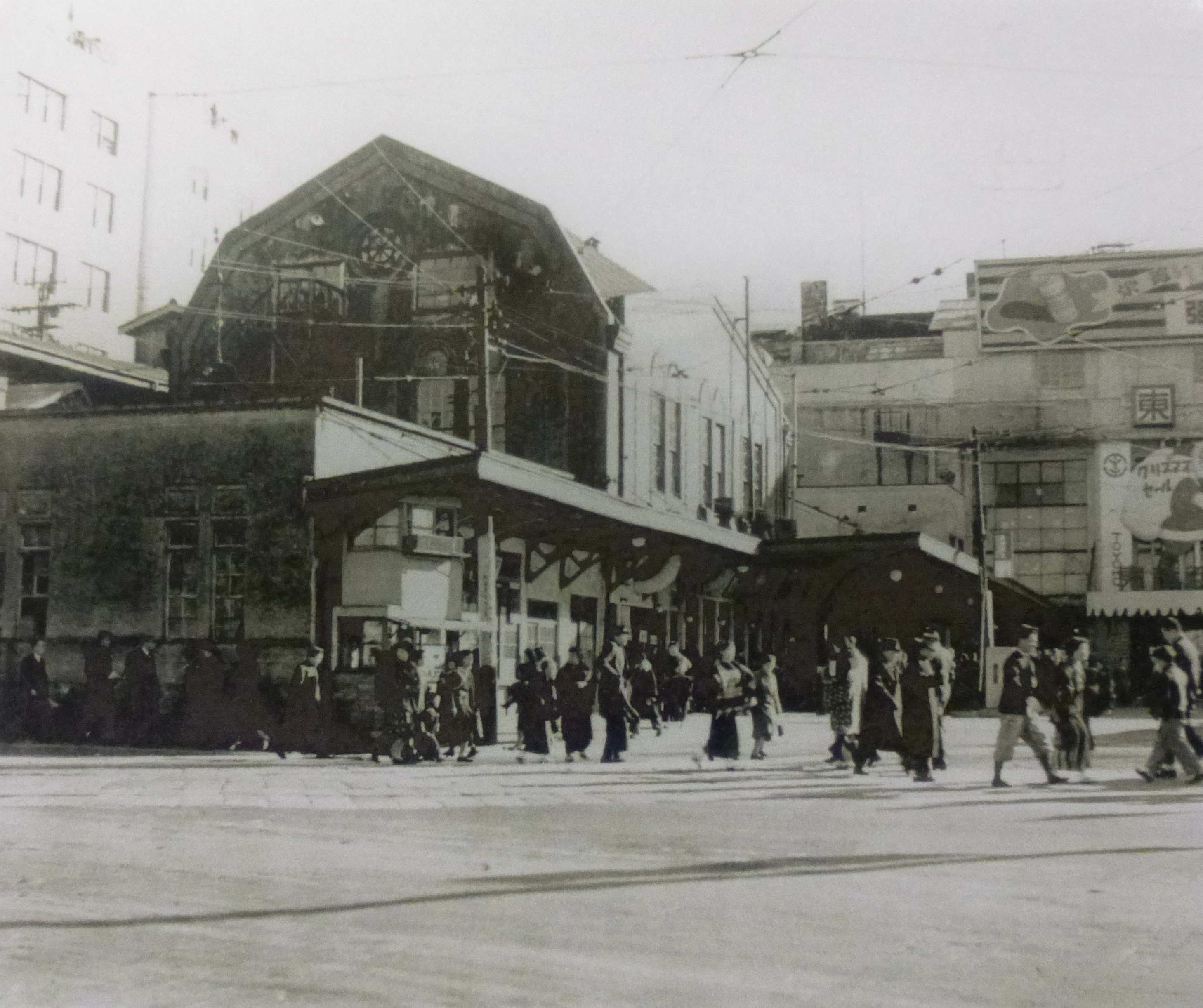
În 1951
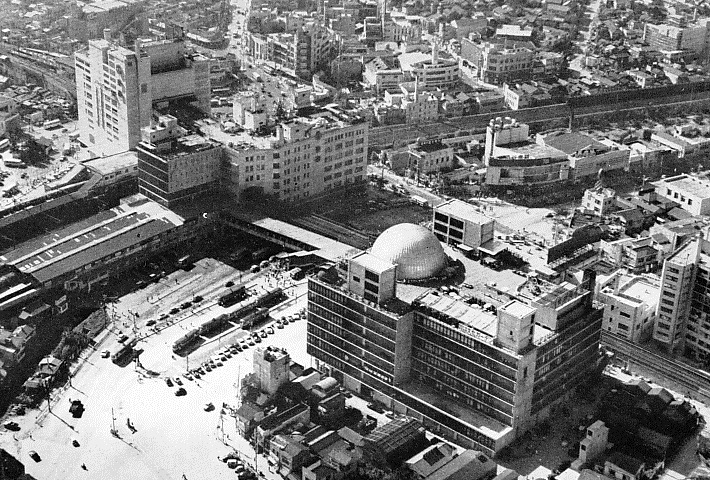
Circa 1960

Mai recent, în gară au început să oprească și trenurile Liniei Den-en-toshi (1977), Liniei Hanzōmon (1978) și Liniei Fukutoshin (2008).
Între decembrie 2008 și martie 2009, în gara Shibuya au fost instalate covorașe piezoelectrice, în cadrul unui test la scară mică.
Începând din 22 februarie 2013, pe liniile Keio a fost introdusă numerotarea stațiilor, gara Shibuya Station devenind „IN01”.
Pe 3 ianuarie 2020, peroanele Liniei Ginza au fost mutate circa 50 de metri mai la est față de cele vechi. Pe 1 iunie 2020, peroanele Liniei Saikyo au fost mutate circa 350 de metri mai la nord față de cele vechi, iar acum sunt situate lângă peroanele Liniei Yamanote.

### Fosta gară a liniei Toyoko
Peroanele supraterane ale fostei gări a liniei Tokyu Toyoko au fost dezafectate după ultima cursă de tren din ziua de 15 martie 2013. Odată cu noul mers al trenurilor, lansat pe 16 martie 2013, garniturile liniei Toyoko trag la persoanele subterane 3-4, la fel ca și ramele liniei Fukutoshin.

##### Peroane
Gara avea patru peroane înfundate, numerotate de la 1 la 4, care permiteau staționarea trenurilor cu o lungime de 8 vagoane. Peroanele deserveau patru linii.
| 1-4 | ■ Linia Tokyu Toyoko | pentru Naka-Meguro, Jiyūgaoka, Yokohama, (Linia Minatomirai) Motomachi-Chūkagai |

#### Gări adiacente
| «                                            | «                                            | Traseu                                       | »                                            | »                                            |
| Linia Tokyu Toyoko TY01 (stație desființată) | Linia Tokyu Toyoko TY01 (stație desființată) | Linia Tokyu Toyoko TY01 (stație desființată) | Linia Tokyu Toyoko TY01 (stație desființată) | Linia Tokyu Toyoko TY01 (stație desființată) |
| -------------------------------------------- | -------------------------------------------- | -------------------------------------------- | -------------------------------------------- | -------------------------------------------- |
| Terminus                                     |                                              | Expres limitat                               |                                              | Naka-Meguro TY03                             |
| Terminus                                     |                                              | Expres navetă                                |                                              | Naka-Meguro TY03                             |
| Terminus                                     |                                              | Expres                                       |                                              | Naka-Meguro TY03                             |
| Terminus                                     |                                              | Locală                                       |                                              | Daikan-yama TY02                             |